# پتسکاپ

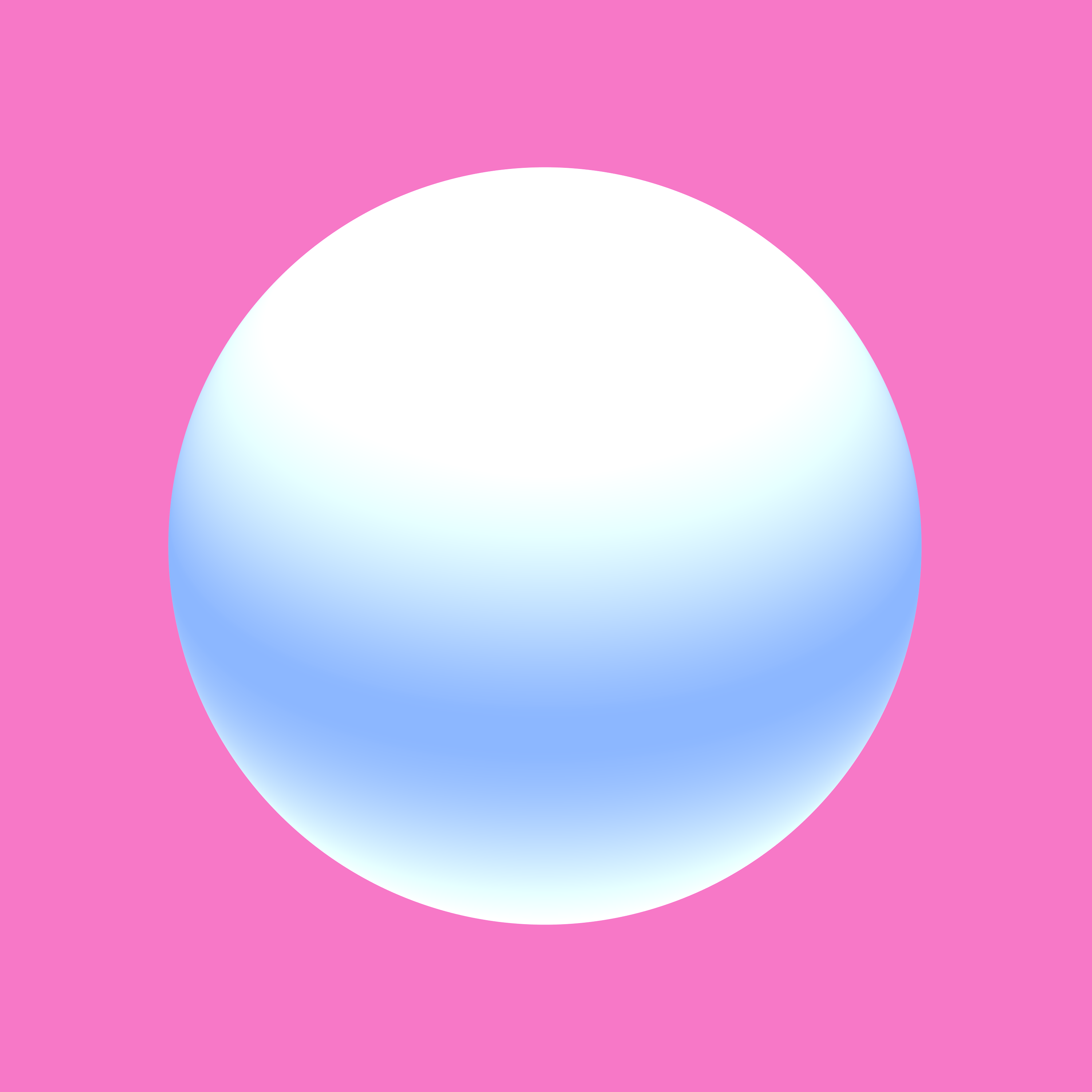
پتسکاپ

پتسکاپ یک مجموعه اینترنتی ترسناک است که در یوتیوب منتشر شده‌است و شبیه به سریال لتس پلی یوتیوب است. این ویدیوها به دنبال قهرمان داستان «پائول» است که در حال کاوش و مستندسازی یک بازی ویدئویی گمشده پلی‌استیشن با عنوان پتسکاپ است. این مجموعه ۲۴ قسمتی از ۲۲ اسفند ۱۳۹۵ تا ۱۱ شهریور ۱۳۹۸ پخش شد. این مجموعه به دلیل داستان سرایی مفصل، اعتبار، فراواقع‌گرایی و جامعه فعال بینندگانش پوشش گسترده‌ای دریافت کرد.

## خلاصه داستان
شخصیت اصلی، پائول، نسخه‌ای از عنوان بازی منتشرنشده پتسکاپ را که ظاهراً توسط شرکت تخیلی گارالینا ساخته شده بود، پیدا کرده یا دریافت کرده‌است و ضبط‌هایی از سطوح اولیه آن را آپلود کرده‌است. در ابتدا، این بازی مانند یک بازی پازل استاندارد پلی‌استیشن به نظر می‌رسد، که حول شخصیت بازیکن – به نام «نگهبان» متمرکز شده و با حل پازل‌ها، موجودات عجیبی به نام «حیوان‌های خانگی» را به دام می‌اندازد. پائول به ماهیت ناتمام بازی و عدم وجود محتوای قابل پخش آن اشاره می‌کند. چهار قسمت اول توسط پائول برای یک شخص خاص و بدون نام ضبط شده‌است. بعداً، پائول اذعان می‌کند که ضبط‌هایش در یوتیوب مخاطبی پیدا کرده‌است، اگرچه او هنوز مستقیماً برای شخصیت نادیده روایت می‌کند و گهگاه با آنها تلفنی صحبت می‌کند.
با این حال، جعبه بازی همراه با یادداشتی حاوی کد و دستورالعمل همراه بود. با دنبال کردن این موارد، پائول می‌تواند به بخش تاریک و مخفی بازی دسترسی پیدا کند. منطقه جدید، معروف به «هواپیمای نوساز»، یک زمین چمنزار وسیع است، به جز نورافکنی که به دنبال گاردین است. این میدان مکان‌های دیدنی کمی دارد و شبکه بزرگی از تونل‌های زیرزمینی دارد. این منطقه هنوز به‌طور آزاد از قراردادهای بازی‌های پازل پیروی می‌کند، و پائول تلاش می‌کند پازل‌ها (و منطق درونی بازی) را برای ادامه پیشرفت معکوس کند. همان‌طور که پائول محتوای بیشتری پیدا می‌کند، به آرامی از طریق ارجاع به رویدادها و شخصیت‌های «دنیای واقعی» آشکار می‌شود که پتسکاپ برای شخص خاصی طراحی شده‌است که کار وحشتناکی انجام داده‌است.
طرح اصلی سریال شامل مردی به نام ماروین، ناپدید شدن دوست دوران کودکی‌اش لینا و حادثه‌ای است که در آن ماروین دختر خود، کر را که به اعتقاد او لینا دوباره متولد شده‌است، می‌دزدد. تمرکز مکرر روی «تولد مجدد»، تلاشی ناموفق برای تبدیل دختری به نام بل به دختری به نام تیارا، و ارتباط فزاینده‌ای بین پائول، گذشته خانواده‌اش و بازی وجود دارد. بعداً گفته شد که برخی از فیلم‌ها از دیدگاه پائول نیست و دیدگاه‌های جدیدی از بل و ماروین را معرفی می‌کند که همگی در حال بازی پتسکاپ به‌طور همزمان هستند. ماروین از پائول درخواست کمک می‌کند تا مکان‌های دیدنی را در هواپیمای نیومیکر پیدا کند و روند تولد دوباره دخترش، کر، را دوباره اجرا کند. بعداً، پائول متوجه می‌شود که مکان‌های دیدنی در هواپیمای نیومیکر ممکن است برای مکان‌های واقعی اهمیت داشته باشند. احتمالاً پس از سفر به یکی از مکان‌های دیدنی واقعی، دیگر خبری از پائول نیست، اگرچه ویدئوهای او همچنان بدون روایت بارگذاری می‌شوند.

## شخصیت‌ها

### داخل بازی
- نگهبان[۴] یا نیومیکر[۲] - شخصیت بازیکنی که پائول کنترل می‌کند. موجودی سبز رنگ شبیه حیوانات از گونه‌ای ناشناخته است.[۳]
- ابزار - یک شیء قرمز بزرگ که بازیکن می‌تواند از آن سؤال بپرسد، اگرچه معمولاً با «نمی‌دانم» پاسخ می‌دهد. در زیر هواپیمای نیومیکر یافت می‌شود.[۳]
- ماروین - ماروین به عنوان یک شخصیت در بازی وجود دارد و به عنوان فردی که در زندگی واقعی از آن یاد می‌شود. احتمالاً ماروین واقعی بازی را به عنوان آواتار خود بازی می‌کند. پائول او را به عنوان موجود عجیب و سبز چهره در "پتسکاپ ۸" معرفی می‌کند. او پدر کر است و او را در سال ۱۹۹۷ ربود تا تولدی دوباره انجام دهد. به نظر می‌رسد ماروین گهگاهی به پائول کمک می‌کند و آنها یادمی‌گیرند که با یک زبان دسته پلی‌استیشن باهم ارتباط برقرار کنند. در ضبط‌های خاصی، ماروین در حال بازی کردن بخش‌هایی از بازی است که به‌طور خاص او را مورد خطاب قرار می‌دهد، به این معنی که بازی برای یافتن ماروین ساخته شده‌است.[۸] ماروین بعداً با پائول مخالفت می‌کند و به نوعی به او در فیلم پتسکاپ ۱۵ صدمه می‌زند.
- کری مارک (کر) - کر در بازی به تصویر کشیده شده‌است و ذکر شده‌است که در زندگی واقعی وجود داشته‌است. او قبل از بازگشت برای مدتی در سال ۱۹۹۷ ربوده شد. آنچه در این میان اتفاق افتاد نامشخص است، همان‌طور که پس از آن اتفاق افتاد. در بازی، او یک "حیوان خانگی" در نظر گرفته می‌شود و در زیر هواپیمای نیومیکر گرفتار می‌شود. او در سه حالت مختلف وجود دارد: A (قبل از ربوده شدن)، B (در طول اسارت) و NLM ("هیچ کس مرا دوست ندارد"، پس از فرار). حالت چهارمی وجود دارد که به‌عنوان یک ایستراگ، پس از تلاش ناموفق او برای «تولد مجدد» به تصویر کشیده می‌شود.
- مایکل هاموند (مایک) - پسر ۷ ساله‌ای که از سال ۱۹۸۸تا ۱۹۹۵ زندگی می‌کرد. سنگ قبر او توسط پائول در بازی پیدا شد، و بعداً گفته می‌شود که او برادر راینر است و او را پسرعموی کر می‌کند.[۷][۹] شرایط مرگ او ناشناخته است، اما به‌طور ضمنی گفته می‌شود که پتسکاپ در اصل برای هدیه تولد او ساخته شده‌است.
- لینا لسکوویتز - عمه کر که در سال ۱۹۷۷ به عنوان یک دختر ناپدید شد - همراه با یک آسیاب بادی که پشت سر او ناپدید شد. ماروین این اتفاق را دید و بعداً معتقد بود که لینا در دخترش کر، "دوباره" متولد شده‌است. از لینا برای "امکان ساختن (بازی)" تشکر می‌شود و از او به عنوان "رئیس" یاد می‌شود. سریال با قدم زدن پائول و بل به سمت او به پایان می‌رسد. بارها گفته می‌شود که "همه" نمی‌توانند او را ببینند.

#### حیوانات خانگی
- رندیس - گلی که در یک رابطه همزیستی با ویوی وجود دارد.
- تونت - یک حیوان خانگی که در یک نقاشی در کنار رندیس نشان داده شده‌است. او که تنها در هواپیمای نیومیکر یافت می‌شود، پرنده‌ای است که ظاهراً پای خود را در یک تصادف رانندگی شکسته‌است.
- ویوی - ابری که رندیس را آبیاری می‌کند تا او را زنده نگه دارد.
- کهربا - یک توپ حساس بزرگ که از ماندن در قفس خود لذت می‌برد.
- قلم - یک ریاضیدان مشتاق که با وجود ناشنوا بودن وقت خود را در اتاق موسیقی می‌گذراند.
- رونت - برادر ناتنی تونت. روش گرفتن او به صورت عطف به گذشته در هواپیمای نیومیکر، در مجموعه‌ای از پازل‌هایی که حیوانات خانگی را تقلید می‌کنند، آشکار می‌شود.

### خارج از بازی
- پائول - پائول فقط به دلیل نامگذاری خود در ذخیره بازی با این نام شناخته شده‌است،[۱۰] ساکت و تحقیقی است. هیچ چیز به‌طور قطعی در مورد ارتباط او با خانواده مشخص نیست، به جز شناخت برخی از رویدادها و تمایل او به کشف رازهای بازی. شباهت‌های متعددی بین او و کر وجود دارد. او اشاره می‌کند که شبیه به هم هستند و تولد یکسانی دارند - که دلالت بر ارتباط سورئالیستی بین این دو دارد. از آنجایی که کر هرگز در داستان ظاهر نمی‌شود، حدس زده می‌شود که آنها به نوعی همان شخص هستند. در نزدیکی پایان سریال، چندین اشاره به تحت نظر بودن یا اسارت بودن پائول وجود دارد.
- بل (همچنین با نام تیارا لسکوویتز شناخته می‌شود) - در طول سریال، پائول به شخص خاصی حتی در خط اول آن خطاب می‌کند: «این فقط برای این است که به شما ثابت کنم در مورد این بازی که پیدا کردم دروغ نمی‌گویم.»[۱۱] پل در «پتسکاپ ۲۲[۱۲]» از این شخص به عنوان «بل» یاد می‌کند. شخصی به نام تیارا که اولین بار توسط ابزار و در یادداشتی در "پتسکاپ ۵"[۹] به آن اشاره شد، به عنوان یک شخصیت درون بازی به تصویر کشیده شده‌است. بعداً در سریال، این شخصیت اصرار دارد که نام اصلی او بل است.[۲] در قسمت پایانی سریال، بل از پائول می‌پرسد که آیا «تولد» را به خاطر می‌آورد؟ زمانی که لینا آنها را «قاچاق» کرد که دلالت بر یک رابطه خانوادگی دارد.
- راینر - احتمالاً نام مستعار پسر عموی کر، دنیل هاموند است. راینر توسعه دهنده اصلی پتسکاپ است یا بوده‌است و انگیزه‌های او برای ساخت این بازی مشخص نیست. برخی از عناصر بازی برای دیدن ماروین و کشف رمز و راز جایی که مراقبت کرده‌است در نظر گرفته شده‌است. راینر در دوران کودکی خود به نوعی با پائول در تماس بود و ممکن است کسی باشد که به او بازی پتسکاپ را داده‌است.[۱۳]
- آنا - همسر ماروین و مادر کر.[۱۴][۱۵]
- جیل - صاحب کانال و عمه کر، ظاهراً به گفته پائول، یک چهره مشکوک است.[۱۶]

## بازخوردها
پتسکوپ از منابع خبری بسیاری مانند نیویورکر و کوتاکو پوشش داده شده‌است: پاتریشیا هرناندز از کوتاکو نوشت: «اگر این یک داستان/بازی اینترنتی است، پس من از دقیق بودن آن در شگفتم» و برای نیویورکر، الکس بارون آن را «پادشاه کریپی‌پاستا» خواند. محبوبیت این سری تا حد زیادی با پوشش آن توسط چندین یوتیوبر محبوب، مانند پایروسینیکال و گیم تئوریست، افزایش یافت. کانال یوتیوب پتسکاپ تا اوت ۲۰۲۱، بیش از ۳۷۵۰۰۰ مشترک داشت.

### تفاسیر و پیوندهای فرهنگی
پتسکاپ، به عنوان یک بازی ویدئویی، تخیلی است، اگرچه این مورد برای کل مجموعه پنهان بود. برخی از بینندگان در ابتدا مطمئن نبودند که آیا «پائول» و «پتسکاپ» واقعی هستند، تا زمانی که سریال سوررئالیستی‌تر شد. پتسکاپ به‌طور رسمی به عنوان یک داستان تخیلی شناخته نشد تا اینکه پس از پایان، زمانی که خالق تونی دومنیکو - که برای دوره ۳۰ ماهه سریال ناشناس مانده بود - خود را در توییتر فاش کرد. دومنیکو در تنها مصاحبه خود اعتراف کرد که در حالی که یک طرح مشخص وجود دارد که داستان را به هم گره می‌زند، او ترجیح داد بیشتر آن را حذف کند، گاهی اوقات فیلم‌هایی را که قبلاً انجام شده بود حذف می‌کند. «امیدوارم با این احساس مواجه شوم که… چیزی عجیب و پیچیده در پس‌زمینه اتفاق می‌افتد، و شما دید کاملی از آن ندارید.» در بخش‌های تاریک‌تر بازی، موارد زیادی وجود دارد اشاره به کودک‌آزاری، ترومای دوران کودکی، و فساد جبران ناپذیر، که این موتیف‌ها را در سرتاسر سریال تکرار می‌کند. علاوه بر این مضامین، دومنیکو از سری وب ماربل هورنتز و بن غرق شده به عنوان تأثیرگذار نام برده‌است که با پنهان کردن چیزهایی در هر ویدیو، مخاطب را درگیر می‌کند. او همچنین از فیلم تجربی دیوید لینچ در سال ۲۰۰۶ به نام امپراتوری درون به عنوان قوی‌ترین تأثیر برای این مجموعه نام برد و خاطرنشان کرد که «در ترجمه به کلمات چیزهای زیادی از دست می‌رود».
این مجموعه همچنین شامل کنایه‌هایی به کندیس نیومیکر و مرگ او در درمان تولد مجدد است. در طول سریال، کلمه «نیومیکر» چندین بار ظاهر می‌شود. نام مکان مرکزی و عنوانی که به راینر، شخصیت نگهبان و/یا خود پائول داده شده‌است. علاوه بر این، منطقه‌ای به نام «اتاق کویتر»، سؤال مکرر «یادت هست به دنیا آمدی؟» و شخصیتی به نام تیارا وجود دارد. دومنیکو بیان کرده‌است که در حالی که ارجاعات عمدی بوده‌است، او بعداً از آنها پشیمان شد. ارجاعات دیگر عبارتند از نقل قولی از کتاب دیزی-هد میزی نوشته دکتر زوس، و تصویری از شخصیت کر که زیر یک گل بزرگ گریه می‌کند، که در ابتدا به نظر می‌رسد از سر او می‌روید.